# Ulica Jana Kochanowskiego w Krakowie
Ulica Jana Kochanowskiego – ulica w Krakowie, w dzielnicy I Stare Miasto, na Piasku. Zaczyna swój przebieg ślepo w rejonie muru placu ćwiczeń dawnych koszar piechoty i prowadzi do alei Adama Mickiewicza.
Ulicę wytyczono w drugiej połowie XIX wieku na gruntach należących do S. Stachowskiego. Początkowo nazywana była jego imieniem. Obecna nazwa została nadana w 1912 roku. Na początku XX wieku, w realiach przyłączenia do Krakowa sąsiednich miejscowości Czarnej Wsi i Nowej Wsi oraz podejmowania prac nad projektami urbanistycznymi dla nowych dzielnic, jedną z koncepcji, jaką brano pod uwagę dla rejonu Parku Krakowskiego było przedłużenie ulicy Kochanowskiego za linię powstających wówczas w miejscu kolei cyrkumwalacyjnej Alej Trzech Wieszczów wraz z przecięciem nią terenu Parku Krakowskiego. Tej propozycji ostatecznie nie zrealizowano.

## Zabudowa
Zabudowa ulicy pierwotnie obejmowała odcinek od skrzyżowania z ulicą Michałowskiego do obecnej alei Mickiewicza. Składa się tu przeważnie z kamienic czynszowych, zrealizowanych w stylu historyzmu. Odcinek ulicy od skrzyżowania z ulicą Michałowskiego na południe został zabudowany w latach 1901–1903 zespołem kamienic projektu Kazimierza Zielińskiego, wzniesionych na zlecenie S. Stachowskiego. Fasady tych budynków reprezentują styl wczesnego modernizmu uzupełnionego formami neogotyckimi, zaczerpniętymi ze sztuki ludowej, jak również secesyjnymi.
- ul. Kochanowskiego 1 – Kamienica o cechach architektury neogotyckiej. Projektował Kazimierz Zieliński, 1903.
- ul. Kochanowskiego 2 – Kamienica o cechach architektury secesyjnej. Projektował Kazimierz Zieliński, 1901.
- ul. Kochanowskiego 3 – Kamienica o cechach architektury neogotyckiej. Projektował Kazimierz Zieliński, 1903.
- ul. Kochanowskiego 4 – Kamienica o cechach architektury secesyjnej. Projektował Kazimierz Zieliński, ok. 1901–1902.
- ul. Kochanowskiego 5 – Kamienica. Projektował Kazimierz Zieliński, 1902. Dawniej gmach III Liceum Ogólnokształcącego im. Jana Kochanowskiego. Obecnie budynek Collegium Medicum Uniwersytetu Jagiellońskiego, siedziba Wydziału Nauk o Zdrowiu.
- ul. Kochanowskiego 6 (ul. Michałowskiego 14) – Kamienica, wzniesiona na początku XX wieku, o surowej, modernistycznej fasadzie z dekoracją z białych cegieł. Pierwotnie siedziba CK Głównego Urzędu Podatków i CK Ewidencji Katastru.
- ul. Kochanowskiego 7 (ul. Michałowskiego 12) – Kamienica. Projektował Kazimierz Zieliński, 1902. Obecnie budynek Collegium Medicum Uniwersytetu Jagiellońskiego, siedziba Wydziału Nauk o Zdrowiu.
- ul. Kochanowskiego 8 (ul. Michałowskiego 11) – Kamienica w stylu historyzmu. Wzniesiona w 1895 roku.
- ul. Kochanowskiego 9 (ul. Michałowskiego 9) – Kamienica w stylu historyzmu, wzniesiona w latach 1899–1901 dla A. Czarnowskiego (inicjały wplecione w balustradę balkonu). W późniejszym czasie budynek stanowił własność Zofii i Ludwika Piotrowiczów, w testamencie zapisany Uniwersytetowi Jagiellońskiemu. Klatkę schodową kamienicy zdobią malowidła „pompejańskie”.
- ul. Kochanowskiego 10 – Kamienica w stylu historyzmu. Wzniesiona w 1897 roku.
- ul. Kochanowskiego 14 – Kamienica w stylu neobarokowym. Na klatce schodowej zachowały się fragmenty dekoracji malowanej.
- ul. Kochanowskiego 15 (ul. Grabowskiego 12) – Wolnostojąca willa otoczona ogrodem o secesyjnej dekoracji fasady.
- ul. Kochanowskiego 17 (ul. Grabowskiego 13) – Kamienica w stylu historyzmu.
- ul. Kochanowskiego 18 – Kamienica z dekoracją sgraffitową autorstwa Antoniego Tucha na fasadzie. Wzniesiona w latach 1897–1898.
- ul. Kochanowskiego 19 – Kamienica w stylu neogotyckim. Wzniesiona ok. 1900.
- ul. Kochanowskiego 20 – Kamienica w stylu neogotyckim. Wzniesiona ok. 1890.
- ul. Kochanowskiego 21 - kamienica neorenesansowa. Wzniesiona przed 1896. Był to dom własny koncesjowanego majstra murarskiego Tomasza Bujasa[6].
- ul. Kochanowskiego 22 – Kamienica w stylu historyzmu. Projektował Zygmunt Prokesz, ok. 1890. Na przełomie XIX i XX wieku w oficynie kamienicy zbudowano piekarnię.
- ul. Kochanowskiego 25 (al. Mickiewicza 39) – Kamienica z elementami neoklasycyzmu. Wzniesiona w 1895 roku.
- ul. Kochanowskiego 26 – Kamienica w stylu historyzmu. Wzniesiona w roku 1893 dla J. Różyckiego.
- ul. Kochanowskiego 28 – Kamienica w stylu historyzmu. Wzniesiona w roku 1895 dla J. Różyckiego.

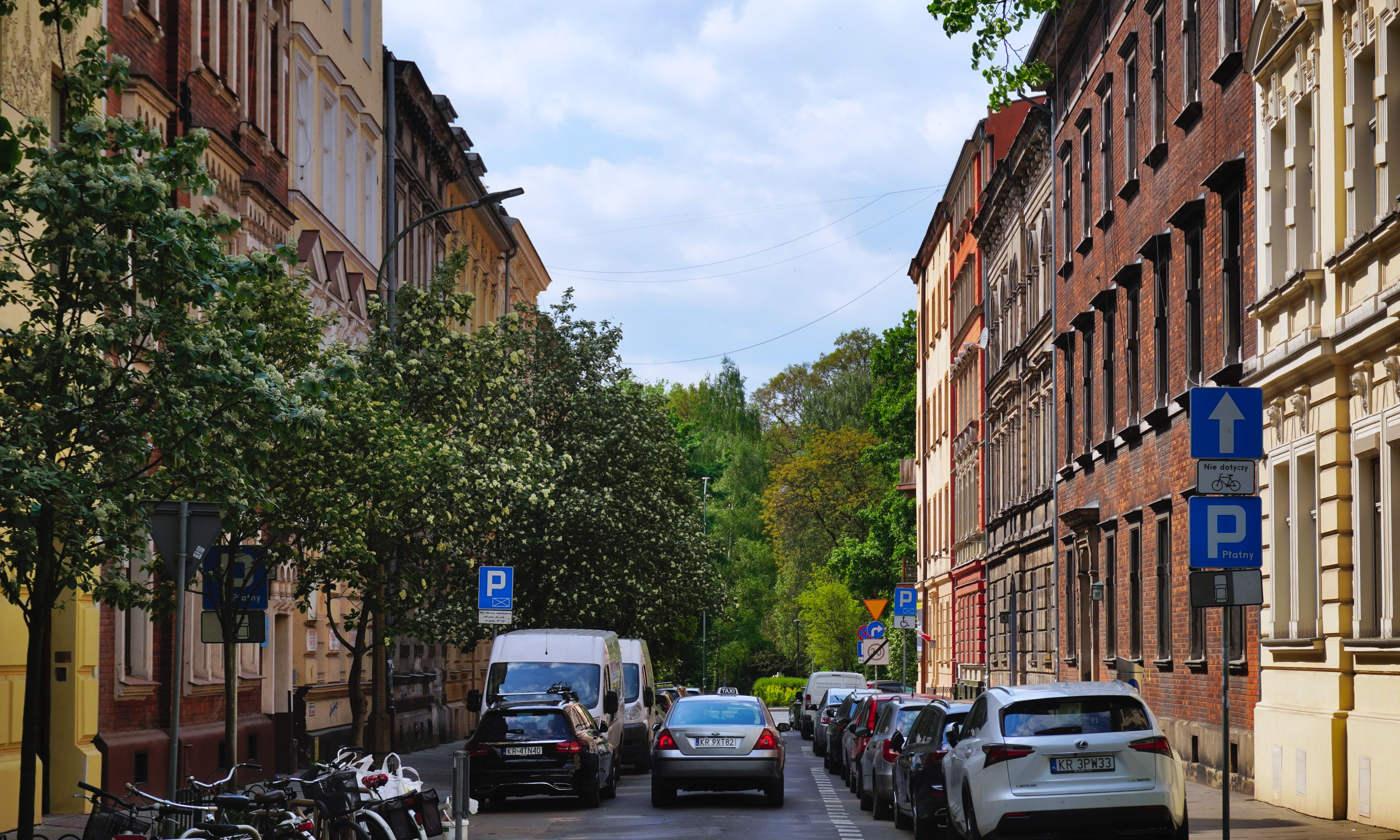
Widok na północny zachód, od skrzyżowania z ul. Grabowskiego
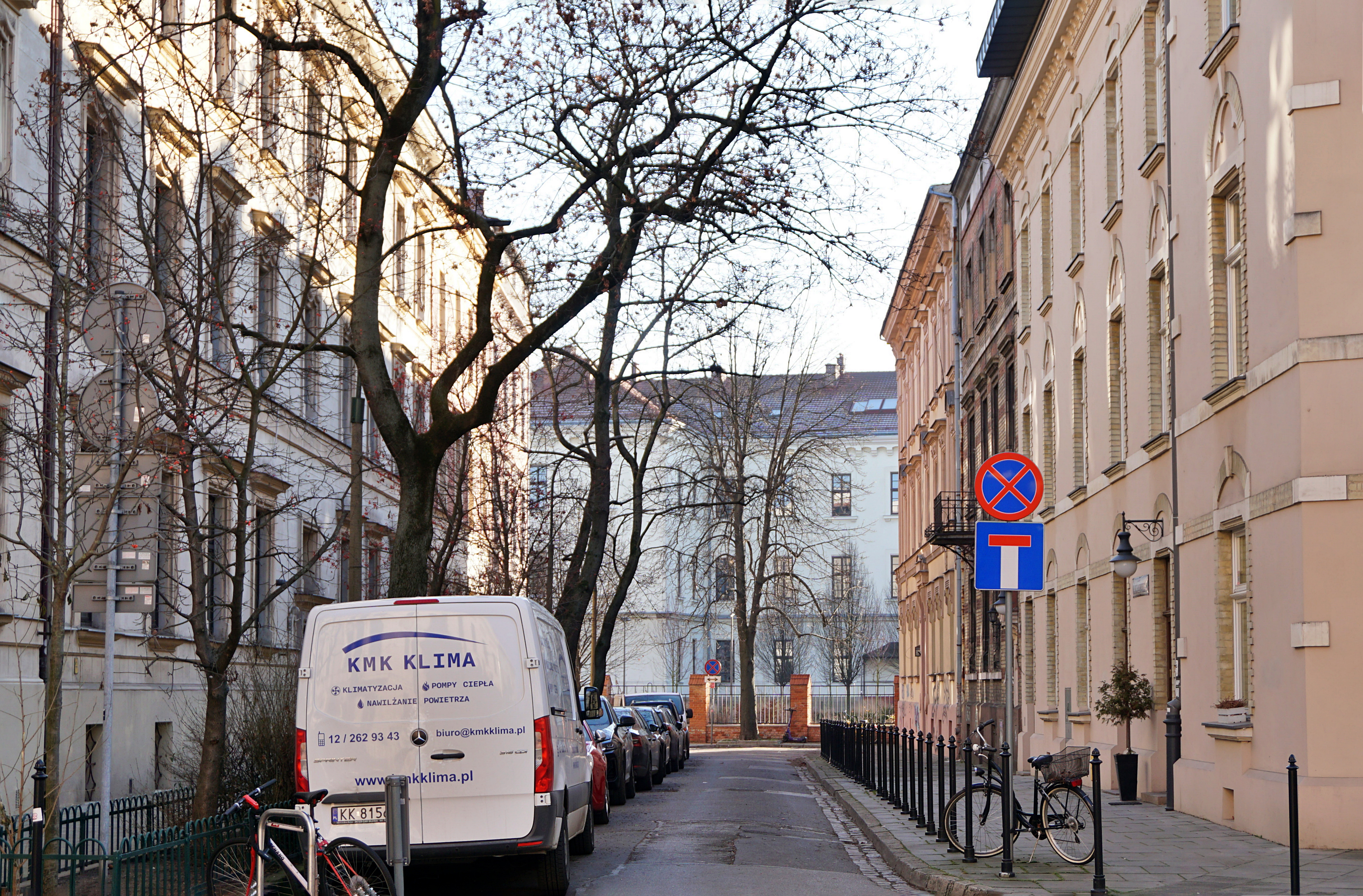
Widok na południowy wschód od skrzyżowania z ulica Piotra Michałowskiego
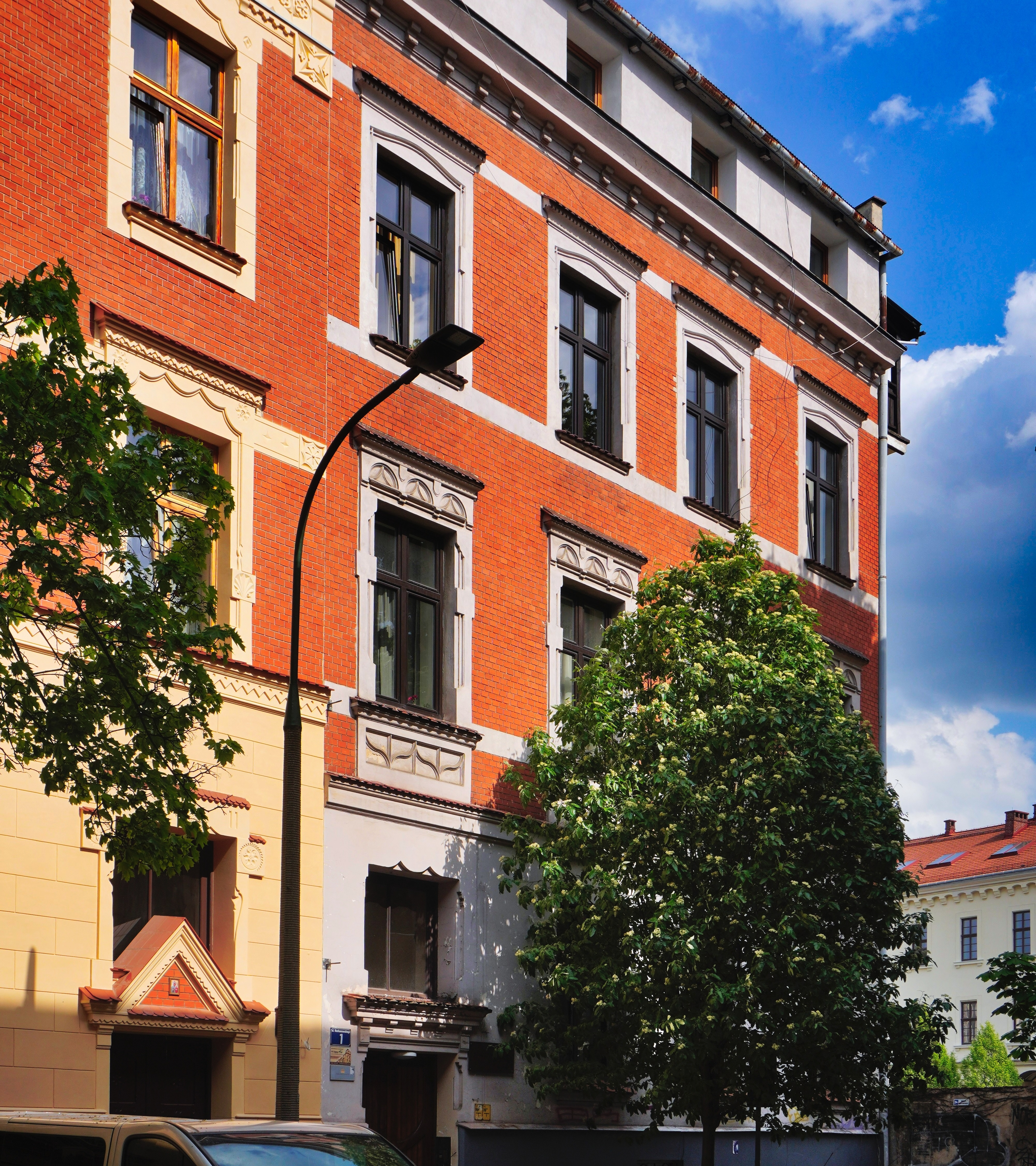
ul. Kochanowskiego 1 Kamienica (proj. Kazimierz Zieliński, 1903)
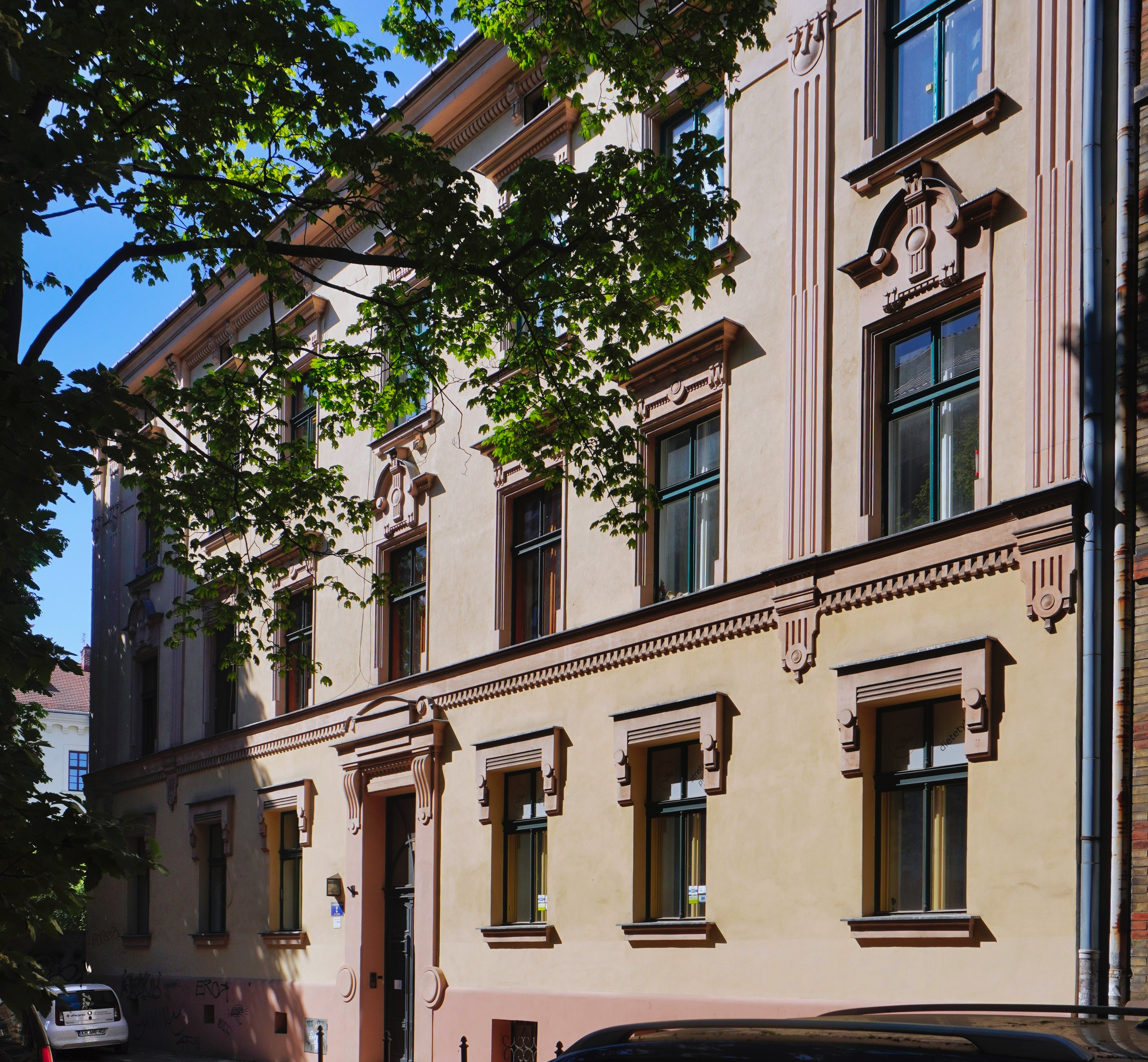
ul. Kochanowskiego 2 Kamienica (proj. Kazimierz Zieliński, 1901)
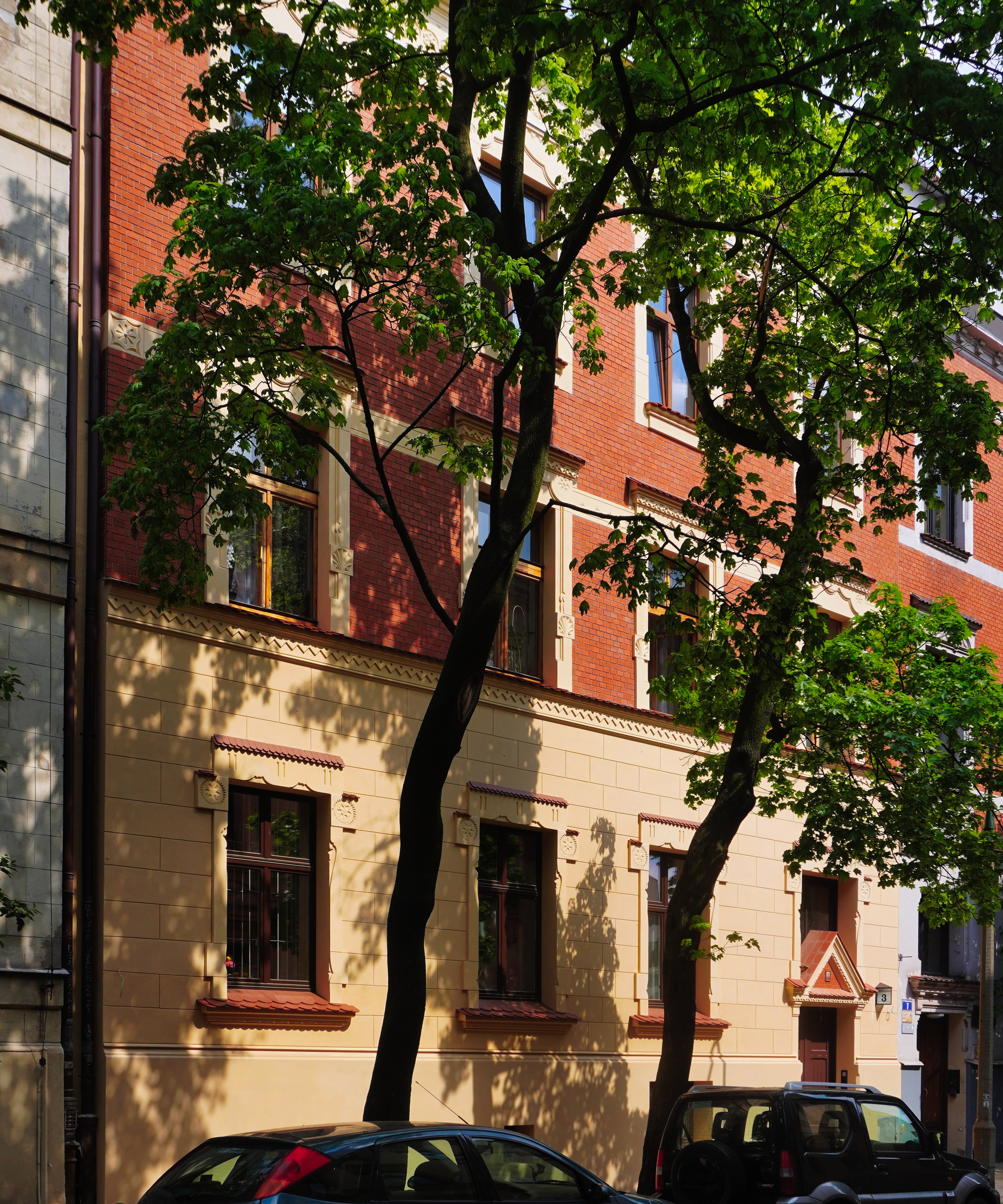
ul. Kochanowskiego 3 Kamienica (proj. Kazimierz Zieliński, 1903)
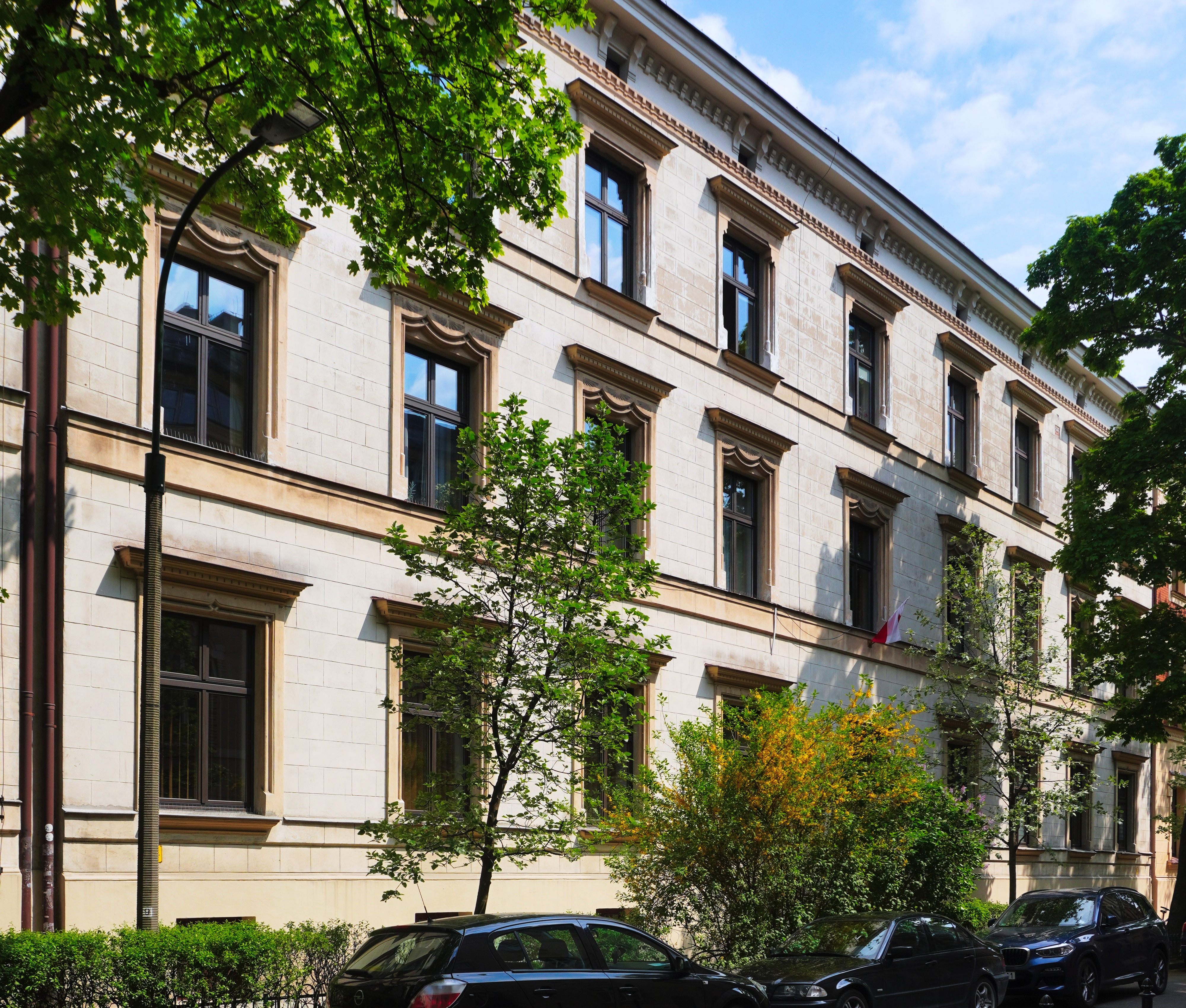
ul. Kochanowskiego 5 Budynek dydaktyczny, dawniej siedziba III Liceum Ogólnokształcącego, obecnie budynek Collegium Medicum Uniwersytetu Jagiellońskiego, Wydziału Nauk o Zdrowiu (proj. Kazimierz Zieliński, 1902)
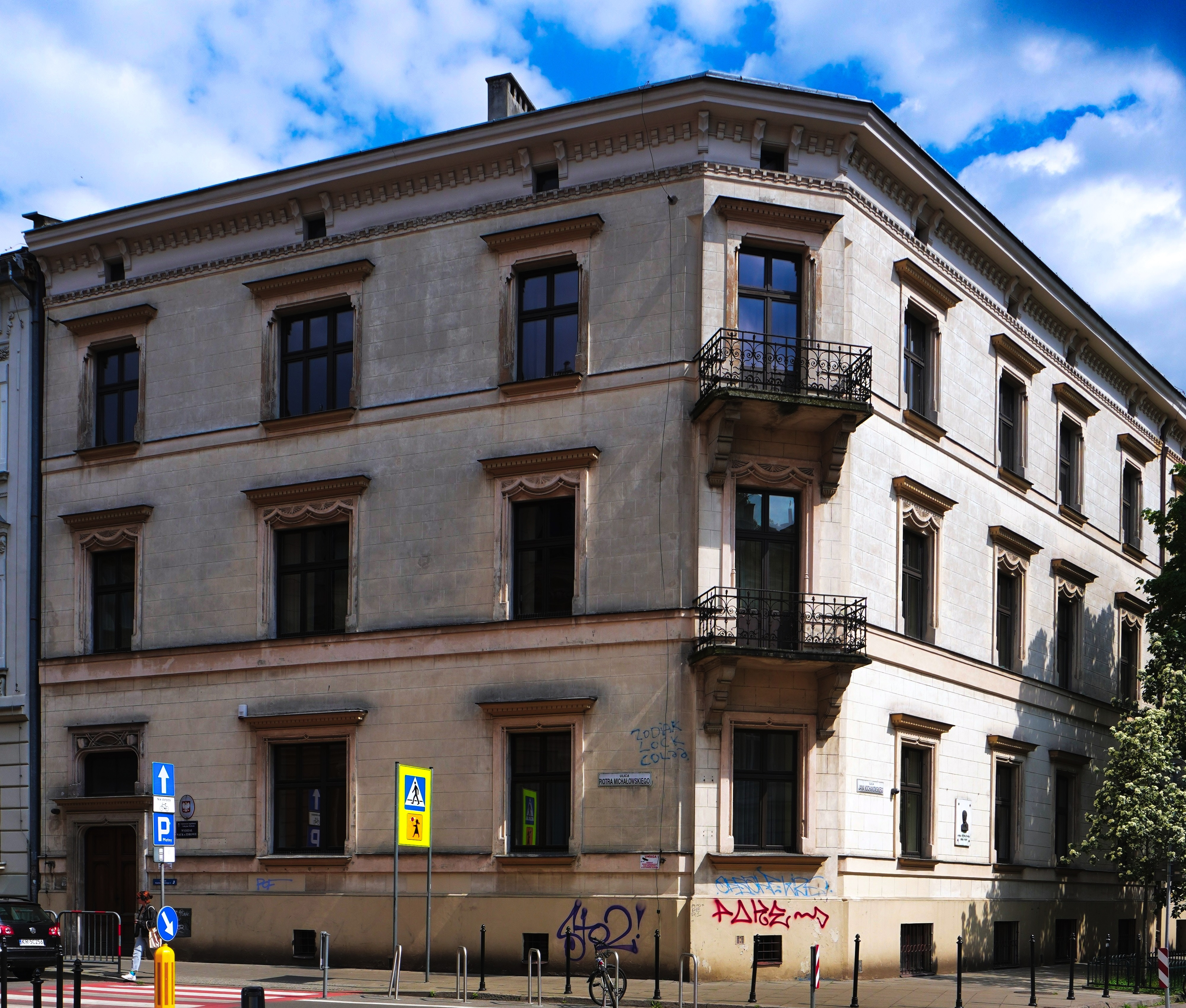
ul. Kochanowskiego 7 (ul. Michałowskiego 12) Kamienica, obecnie budynek Collegium Medicum Uniwersytetu Jagiellońskiego, Wydziału Nauk o Zdrowiu (proj. Kazimierz Zieliński, 1902)
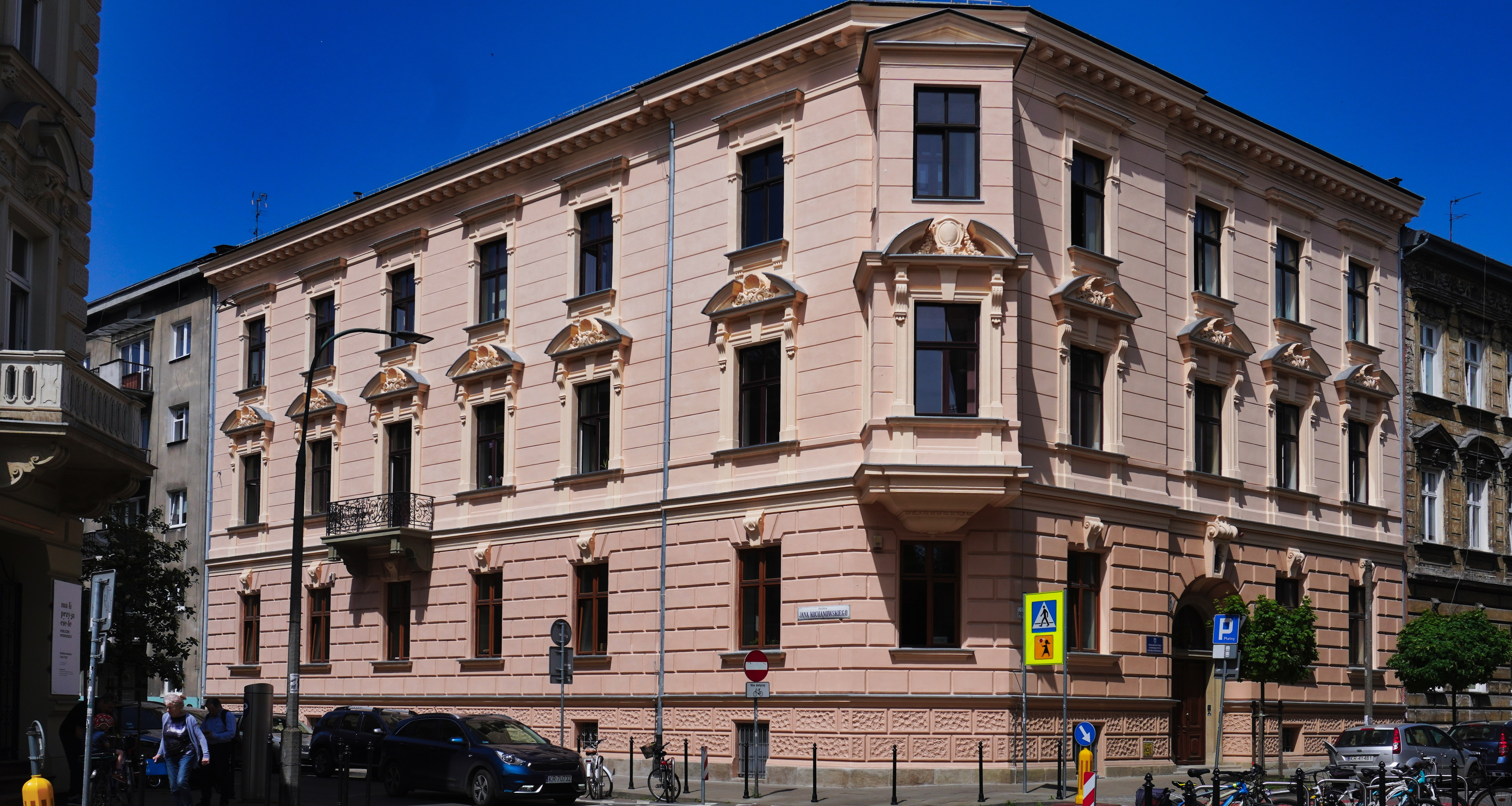
ul. Kochanowskiego 9 (ul. Michałowskiego 9) Kamienica, siedziba Wydawnictwa Uniwersytetu Jagiellońskiego (1899–1901)
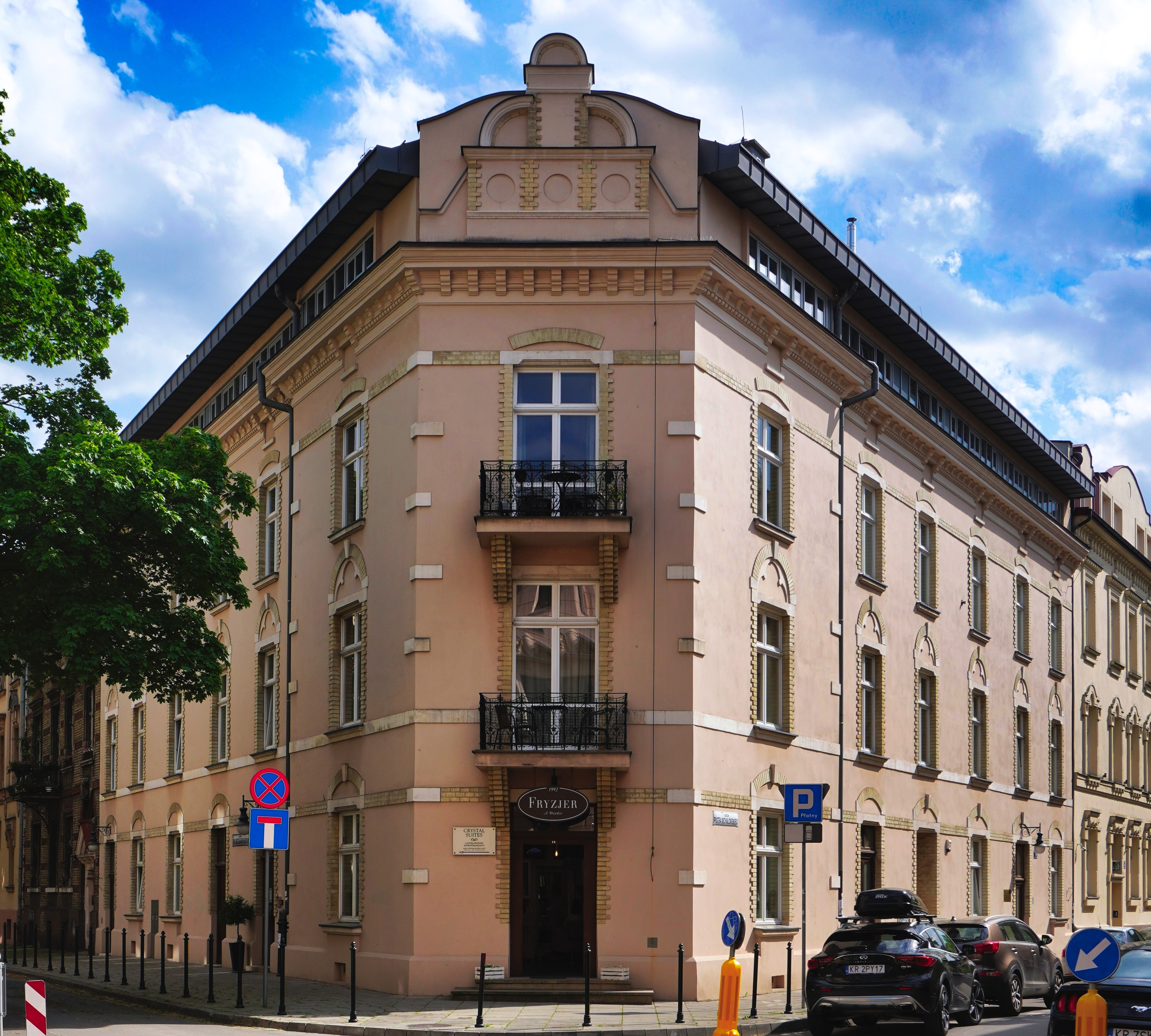
ul. Kochanowskiego 6 (ul. Michałowskiego 14) Kamienica (ok. 1910)
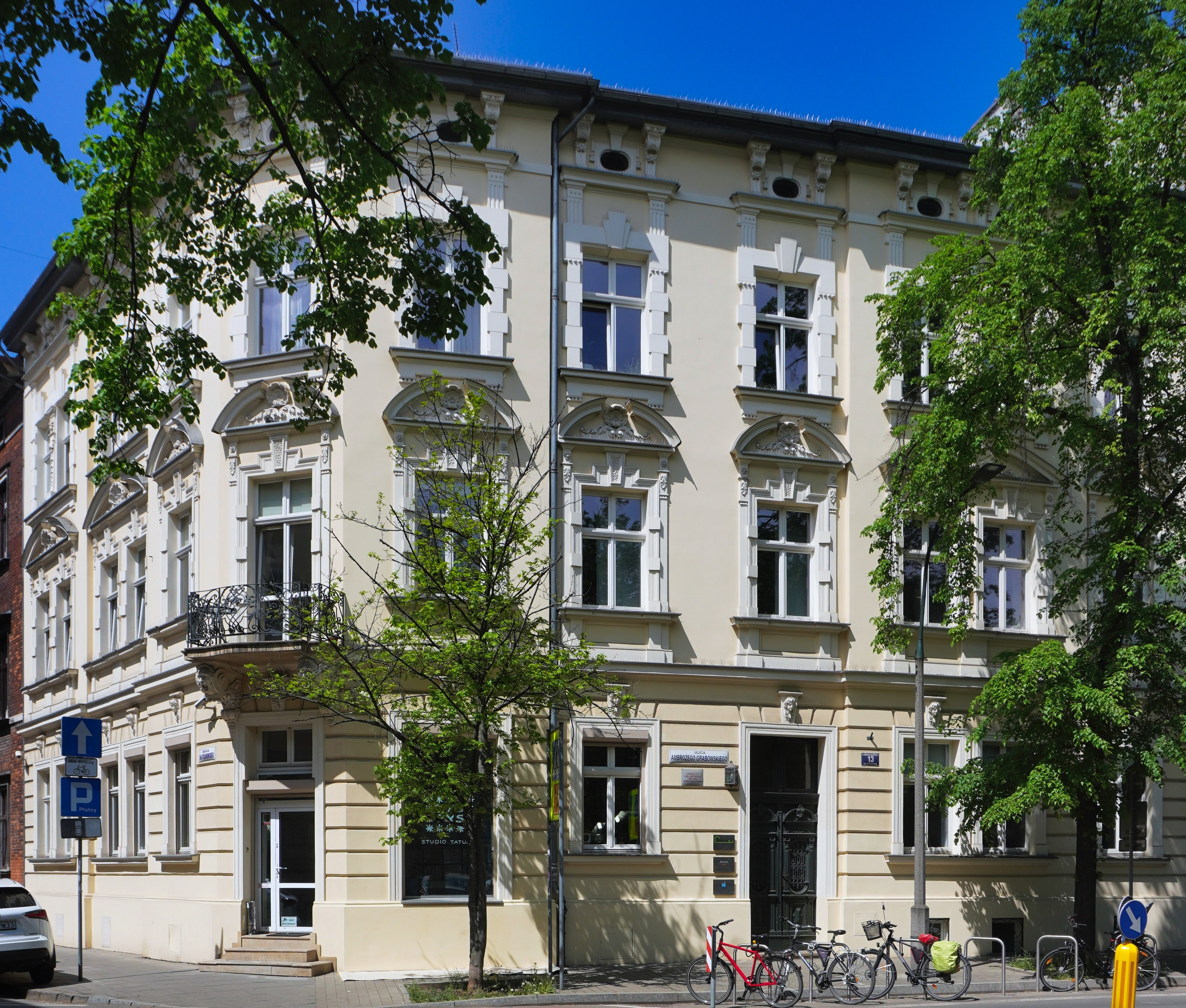
ul. Kochanowskiego 17 (ul. Grabowskiego 13) Kamienica czynszowa
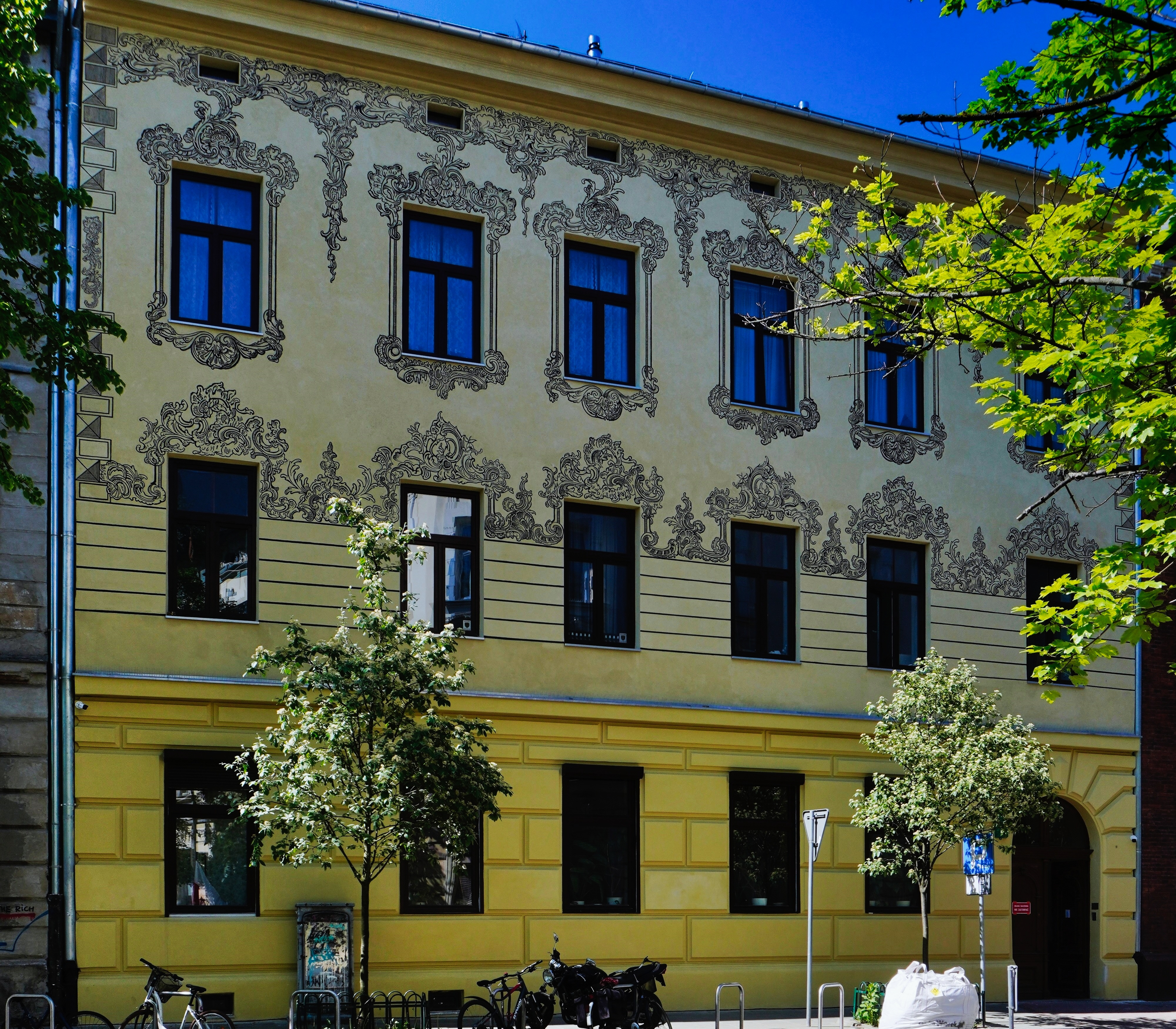
ul. Kochanowskiego 18 Kamienica z dekoracją sgraffitową na fasadzie (1897–1898)
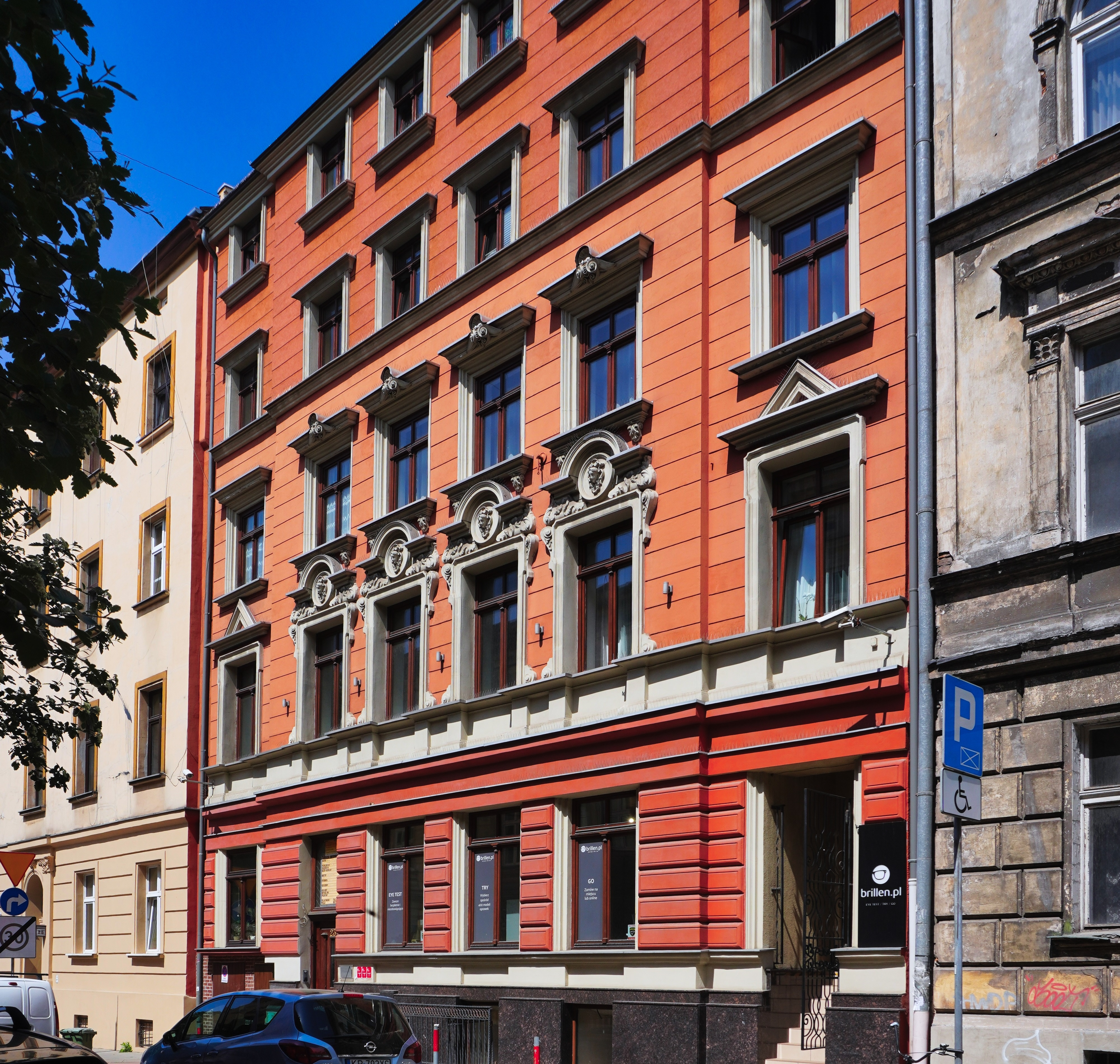
ul. Kochanowskiego 23 Kamienica (ok. 1900)
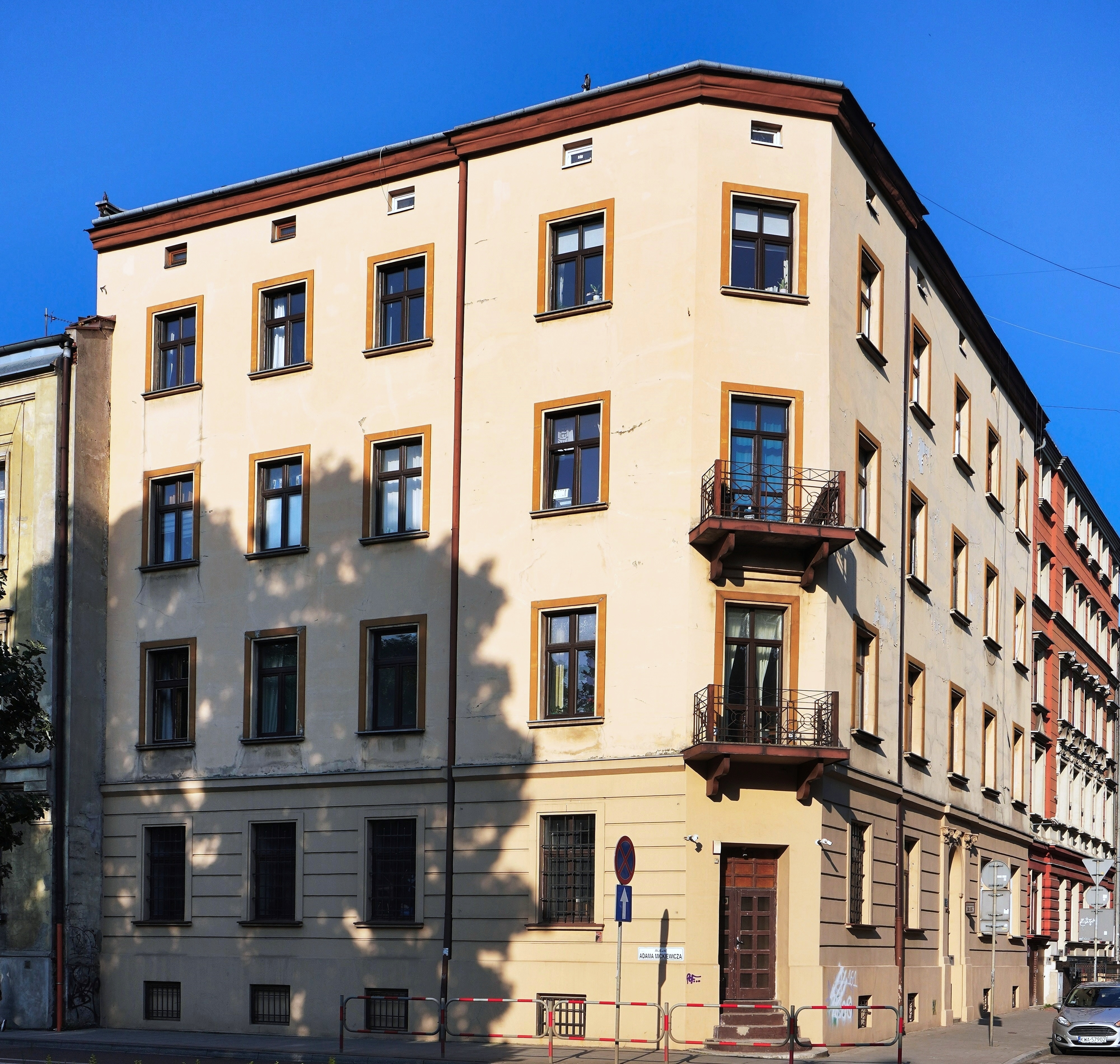
ul. Kochanowskiego 25 (al. Mickiewicza 39) Kamienica (bud. A. Zajączkowski, 1895)